# Cedrela imparipinnata
Cedrela imparipinnata  es una especie de planta en la familia Meliaceae. Es un árbol endémico de Guatemala donde fue únicamente registrado en el departamento de Chimaltenango en las laderas del volcán de Fuego.
Es un sinónimo de Cedrela odorata